# M/S Capella (färja)
Capella, färja 356, är en av Trafikverket Färjerederiets färjor. Den går på Holmöleden. Hon byggdes 1975 för Sjöfartsstyrelsen, Helsingfors i Finland. Hon har under sina år gått i trafik både i Finland, Estland och Sverige. Capella gick på grund utanför hamnen på Holmön under november 2024.